# Linha 13 do Metropolitano de Paris

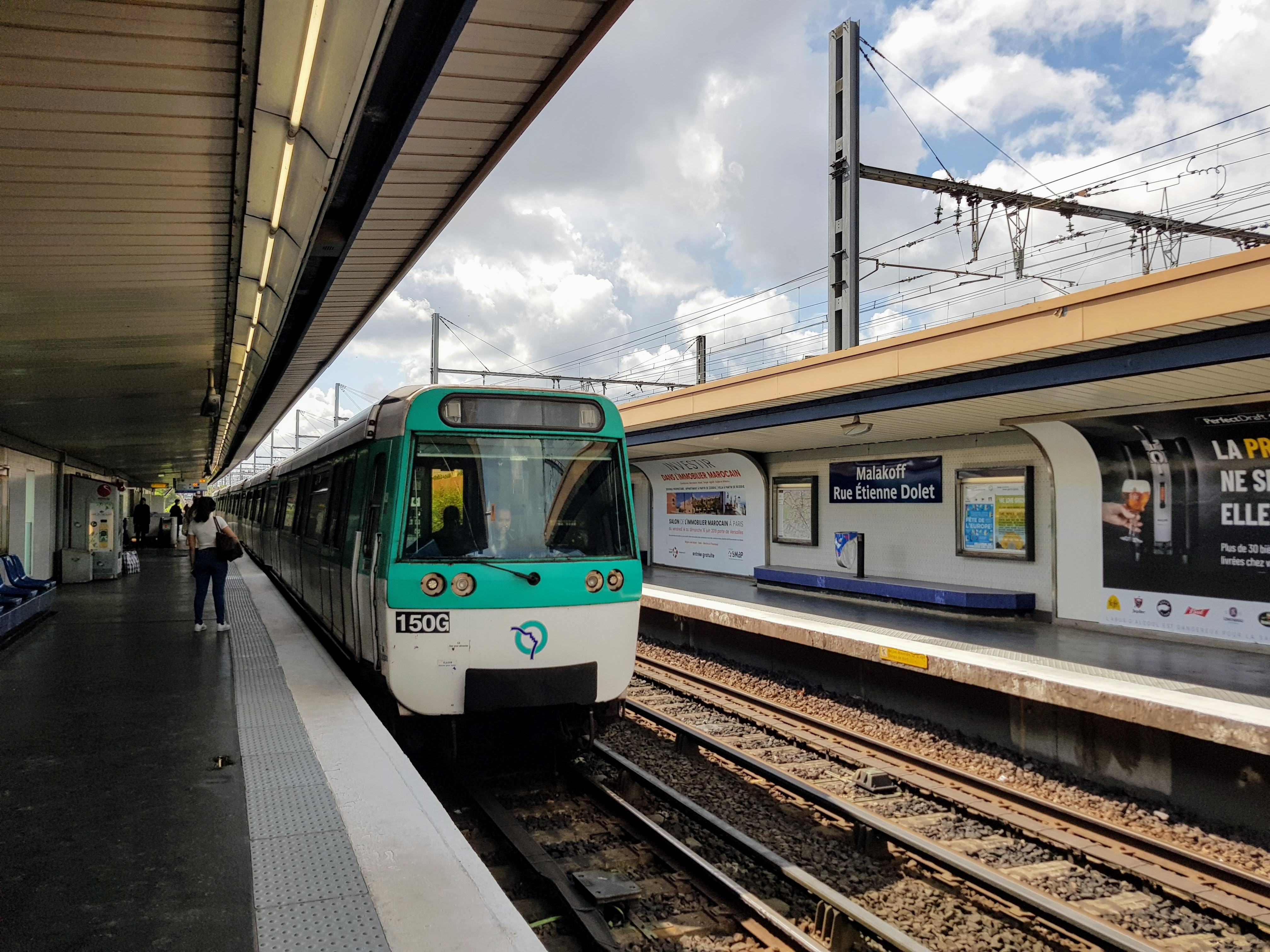
Um MF 77 renovado na estação Malakoff - Rue Étienne-Dolet.

A Linha 13 do Metropolitano de Paris é uma das linhas de Metrô de Paris. A linha vai de Saint-Denis - Université e Asnières-Gennevilliers-Les Courtilles a Châtillon – Montrouge.

## História
A Linha 13 foi inaugurada em 1911, como Linha B da Companhia Nord-Sud. Originalmente ia de Saint-Lazare a Porte de Saint-Ouen. Em 1912 foi aberto o trecho de La Fourche a Porte de Clichy. Em 1930 a Nord-Sud faliu e foi incorporada à CMP. 
Em 1937 foi inaugurada a Linha 14 original. Ela ia de Montparnasse – Bienvenüe a Porte de Vanves. No mesmo ano ela se estendeu a Invalides. Em 1957 a linha 13 se estendeu a Carrefour Pleyel. Em 1973 ela se estendeu para Miromesnil, em 1975 para Champs-Élysées - Clemenceau, em 1976 para Basilique de Saint-Denis, e em seguida se estendeu para Invalides, unindo-se à linha 14, e com isso se estendeu para Châtillon – Montrouge. Em 1980 se estendeu para Gabriel Péri. Em 1998 se estendeu para Saint-Denis - Université. Em 2008 a linha se estendeu para Les Courtilles.

## Estações

Plano da linha.

- Les Courtilles
- Les Agnettes
- Gabriel Péri
- Mairie de Clichy
- Porte de Clichy
- Brochant
- Saint-Denis - Université
- Basilique de Saint-Denis
- Saint-Denis - Porte de Paris
- Carrefour Pleyel
- Mairie de Saint-Ouen
- Garibaldi
- Porte de Saint-Ouen
- Guy Môquet
- La Fourche
- Place de Clichy
- Liège
- Saint-Lazare
- Miromesnil
- Champs-Élysées - Clemenceau
- Invalides
- Varenne
- Saint-François-Xavier
- Duroc
- Montparnasse – Bienvenüe
- Gaîté
- Pernety
- Plaisance
- Porte de Vanves
- Malakoff - Plateau de Vanves
- Malakoff - Rue Étienne-Dolet
- Châtillon - Montrouge

## Extensão
A Linha 13 tem projetos de extensão para Port de Gennevilliers.

## Turismo
A linha 13 atende duas estações parisienses: a Gare Saint-Lazare, que é o principal ponto de partida dos trens para a Normandia e o noroeste da Ilha-de-França , bem como a Gare Montparnasse que serve o Oeste e parte do Sudoeste da França. A estação de metrô Montparnasse - Bienvenüe tinha uma esteira rolante rápida (9 km/h) instalada em 2002 no longo corredor de conexão. A RATP anunciou em maio de 2009 que seria desmontada e substituída em março de 2011 por uma esteira rolante convencional, devido a inúmeras reclamações de clientes relacionadas à segurança e insegurança.
A linha também atende várias áreas de interesse:
- inaugurado em 2013[4], o local principal dos Arquivos Nacionais e da Universidade   Paris 8 estão localizados nas imediações da estação Saint-Denis - Université;
- a Basílica de Saint-Denis, a primeira catedral em estilo Gótico, onde acontecem toda primavera os concertos do Festival de Saint-Denis na estação Basilique de Saint-Denis;
- o Stade de France em Saint-Denis. O número de trens em circulação é aumentado para garantir seu serviço em dias de eventos esportivos ou culturais[5] na estação Saint-Denis - Porte de Paris;
- o Mercado de pulgas de Saint-Ouen e seus antiquários na estação Garibaldi[6];
- desde 2018, o novo Tribunal de Paris na estação Porte de Clichy[7];
- as encostas ocidentais de Montmartre (Cemitério de Montmartre, bairro de Pigalle) na estação Place de Clichy[8];
- a parte baixa dos Champs-Élysées ao nível do Grand Palais e do Petit Palais na estação Champs-Élysées - Clemenceau[9];
- o Musée Rodin na estação Varenne[10];
- o Hôtel des Invalides incluindo o Museu do Exército e o Museu da Ordem da Libertação na estação Saint-François-Xavier[11];
- o Mercado de pulgas da Porte de Vanves na estação do mesmo nome[12].